# 徐小明
徐 小明（ツイ・シウミン、Tsui Siu-Ming、1953年11月28日－） は、香港生まれの映画監督・プロデューサー・脚本家・俳優である。現・有線娯楽有限公司の代表取締役、有線寬頻（i-CABLE）の高級管理者、サンドリーム・モーション・ピクチャーズとサンドリーム・ミュージックの最高経営責任者。

## 主な作品

### 出演

#### 映画
- 霸王卸甲
- カンフースタントマン 龍虎武師（2021年） ※ドキュメンタリー映画

#### テレビドラマ
- 1974年：家春秋（RTV）
- 1974年：鬼馬神偷（RTV）
- 1974年：窮巷（RTV）
- 1974年：小檈夢春（RTV）
- 1974年：梁天來（RTV）
- 1975年：海角風雲（RTV）
- 1976年：龍蟠虎蜛（RTV）
- 1981年：大俠霍元甲（RTV）
- 1982年：陳真（RTV）
- 1984年：霍東閣（RTV） - 程小嬌 役

### プロデューサー
- 1977年：牛精良（RTV）
- 1978年：危險人物（RTV）
- 1979年：怒劍鳴（RTV）
- 1981年：大控訴（RTV）
- 1981年：女媧行動（RTV）
- 1981年：大俠霍元甲（RTV）
- 1981年：馬永貞（RTV）
- 1982年：陳真（RTV）
- 1983年：再向虎山行（亜州電視）
- 1983年：鐵膽英雄（亜州電視）
- 1984年：霍東閣（亜州電視）
- 1984年：神相李布衣（亜州電視）
- 1985年：第四代（亜州電視）
- 1987年：杜心五（無綫電視）
- 1988年：烏龍賊替身
- 1988年：無名火（無綫電視）
- 1990年：水玲瓏
- 1991年：ロアン・リンユィ 阮玲玉（原題：阮玲玉）
- 1991年：衛斯理之霸王卸甲
- 2001年：愛你愛我
- 2002年：藍色夏恋（原題：藍色大門）
- 2006年：犀照（第20回福岡アジア映画祭上映時邦題「緑の炎」[1]、サンドリーム・モーション・ピクチャーズ）
- 2006年：ナッシング・イズ・インポッシブル（原題：情意拳拳、サンドリーム・モーション・ピクチャーズ）
- 2006年：墨攻（サンドリーム・モーション・ピクチャーズ）
- 2007年：ツインズ・ミッション（原題：雙子神偷、サンドリーム・モーション・ピクチャーズ）
- 2007年：天使の眼、野獣の街（原題：跟蹤、サンドリーム・モーション・ピクチャーズ）
- 2008年：僕は君のために蝶になる（原題：蝴蝶飛、サンドリーム・モーション・ピクチャーズ）
- 2008年：李米的猜想（サンドリーム・モーション・ピクチャーズ）
- 2008年：奪標（サンドリーム・モーション・ピクチャーズ）
- 2008年：秘岸（サンドリーム・モーション・ピクチャーズ）
- 2008年：PLASTIC CITY プラスティック・シティ

### 脚本
- 2006年：犀照（サンドリーム・モーション・ピクチャーズ）
- 2007年：ツインズ・ミッション（サンドリーム・モーション・ピクチャーズ）

### 監督
- 1982年：幫規
- 1983年：風生水起
- 1984年：少林寺・激怒の大地（原題：木棉袈裟）
- 1986年：天山回廊 ザ・シルクロード（原題：海市蜃楼）
- 1988年：クレージー警部/替え玉大作戦（原題：烏龍賊替身）
- 1991年：衛斯理之霸王卸甲
- 1992年：特異功能猩求人
- 2008年：奪標（サンドリーム・モーション・ピクチャーズ）
- 2013年：フビライ・ハン（原題：忽必烈传奇）…テレビドラマ

### ディスコグラフィー
- 1996年：徐小明名曲精選、文志唱片